# LINE Bank Taiwan
LINE Bank Taiwan（ライン バンク たいわん、繁: 連線商業銀行股份有限公司）は、台湾のインターネット銀行。台湾のインターネット専業銀行の中で最大級のユーザー数を誇り、2023年時点でのユーザー数は157万人を超える。